# Piazza del Capitolo
Piazza del Capitolo è un piccolo spazio urbano del centro storico di Firenze, con accesso da via della Canonica e piazza del Duomo. La piazza faceva parte della "Canonica" della cattedrale di Santa Maria del Fiore, una specie di zona franca, cinta da mura e soggetta solo alle leggi ecclesiastiche che un tempo si estendeva tra piazza del Duomo e via delle Oche. Il Capitolo della cattedrale ebbe qui sede nell'ex-chiesa di San Pietro in Celoro, oggi sede dell'Archivio e della biblioteca del Capitolo Fiorentino. 

## Storia
Anticamente la forma di questa zona di Firenze era molto diversa e fu profondamente mutato nel corso dell'Ottocento quando venne allargata piazza del Duomo, demolendo tutta una serie di edifici, anche molto antichi, che si trovavano a stretto ridosso della cattedrale. 
La piazza del Capitolo era solo una parte dell'ampia Corte dei Visdomini, una famiglia fiorentina della quale resta una vicina torre in via delle Oche, che aveva il compito di amministrare la mensa vescovile quando la cattedra della diocesi era vacante. La "corte" consisteva in un lungo cortile senza uscita, contornato da case della famiglia che arrivava a lambire a pochi metri le absidi della cattedrale. I Visdomini subirono un tracollo quando con la riforma degli Ordinamenti di giustizia di Giano della Bella (1292) vennero dichiarati magnati e banditi dalla vita politica cittadina.
Più o meno in quel periodo la piazza prese il nome di San Pietro in Celoro, chiesa fiorentina nella quale fu in seguito ricavata la sede del Capitolo, che mantiene la facciata a capanna con due spioventi tipica degli edifici di culto.

## Descrizione

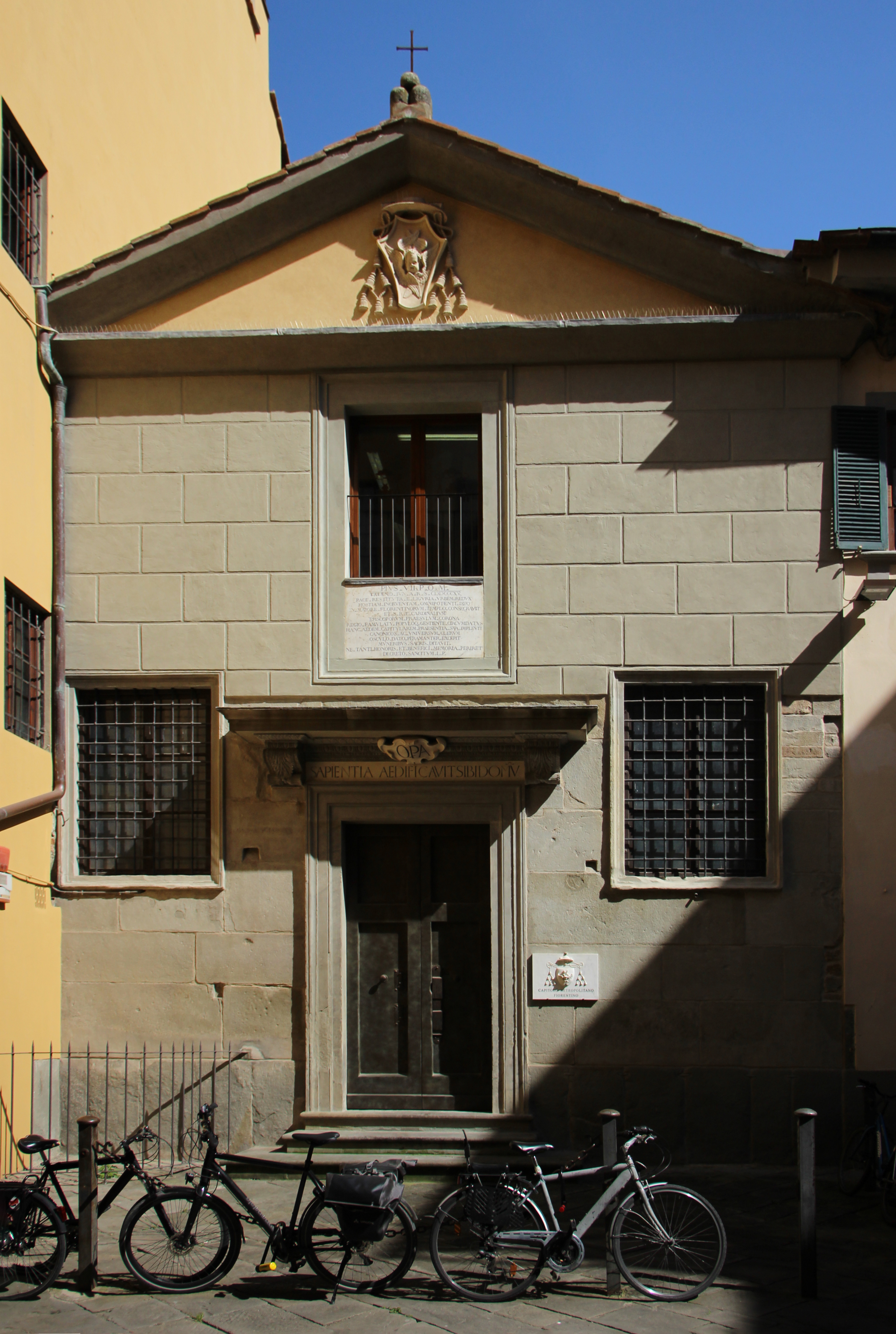
San Pier Celoro

### Edifici
L'edificio più significativo della piazza è l'ex-chiesa di San Pier Celoro, poi sede del Capitolo fiorentino e oggi dell'archivio Capitolare e di una piccola parte della biblioteca di questo. La chiesa era di origina longobarda (menzionata già nel 962) e fu tra le trentasei primitive parrocchie di Firenze. Appartenne alla basilica di San Pietro in Ciel d'Oro di Pavia (altro edificio longobardo), che le diede il nome. Nel 1448, vista la vicinanza alla cattedrale fiorentina, venne soppressa da Niccolò V, riducendola a semplice "benefizio" che il Comune poteva demolire o destinare a centro di studi (archivio e biblioteca), come di fatto avvenne.
All'angolo di via della Canonica, sempre a lato dell'ex-chiesa, si trova un edificio a due piani, esternamente privo di elementi architettonici caratterizzanti, ma decorato due pietrini con l'angelo proprio del Capitolo, uno al centro del fronte sulla piazza, l'altro su via della Canonica. 
Il lato sud pertiene a via della Canonica, ma si affaccia comunque sulla piazza la sede dell'Opera di Santa Maria del Fiore, sul retro della torre dei Visdomini. L'edificio risulta di antichissima costruzione, con parte della facciata sporgente sopra mensole e puntoni di legno. La porta d'ingresso, ad arco a piccolo sesto, ha decorazioni semplici di pietrame di carattere cinquecentesco, con l'insegna con l'Agnus Dei, arme dei Consoli dell'Arte della Lana preposti alla fabbrica del Duomo. In alto, presso una finestra del terzo pianoma sicuramente ricollocata, si vede una nicchietta che potrebbe essere stata una buchetta del vino.
Le estremità settentrionali della piazza sono delimitate dai fianchi di due dei palazzi dei Canonici neoclassici. Questo complesso di tre edifici risale all'epoca di Leopoldo II di Lorena, quando iniziò a maturare l'idea di un allargamento e di un maggior decoro nella piazza con al demolizione della vecchia "chiusura" della canonica. Furono progettati dall'architetto Gaetano Baccani, con lavori condotti tra il 1826 e il 1830, rappresentando uno dei primi interventi di "Risanamento" del centro storico, ben prima di quelli legati al piano Poggi e a Firenze Capitale. Sui lati posteriori e laterali le singole costruzioni si appoggiarono su alcune delle preesistenze, come testimonia il tabernacolo cinquecentesco sulla piazza.

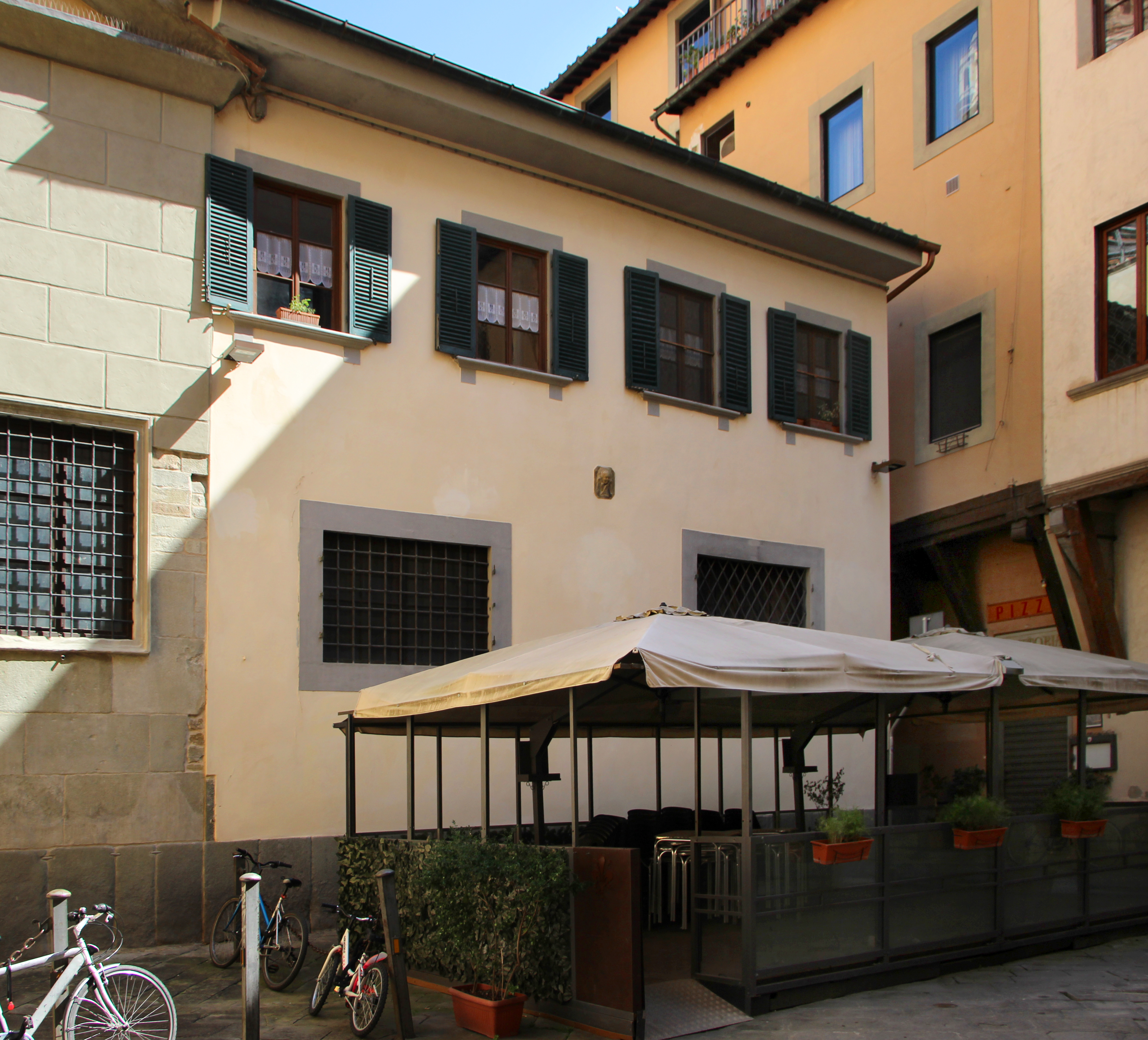
Casa del Capitolo dei Canonici
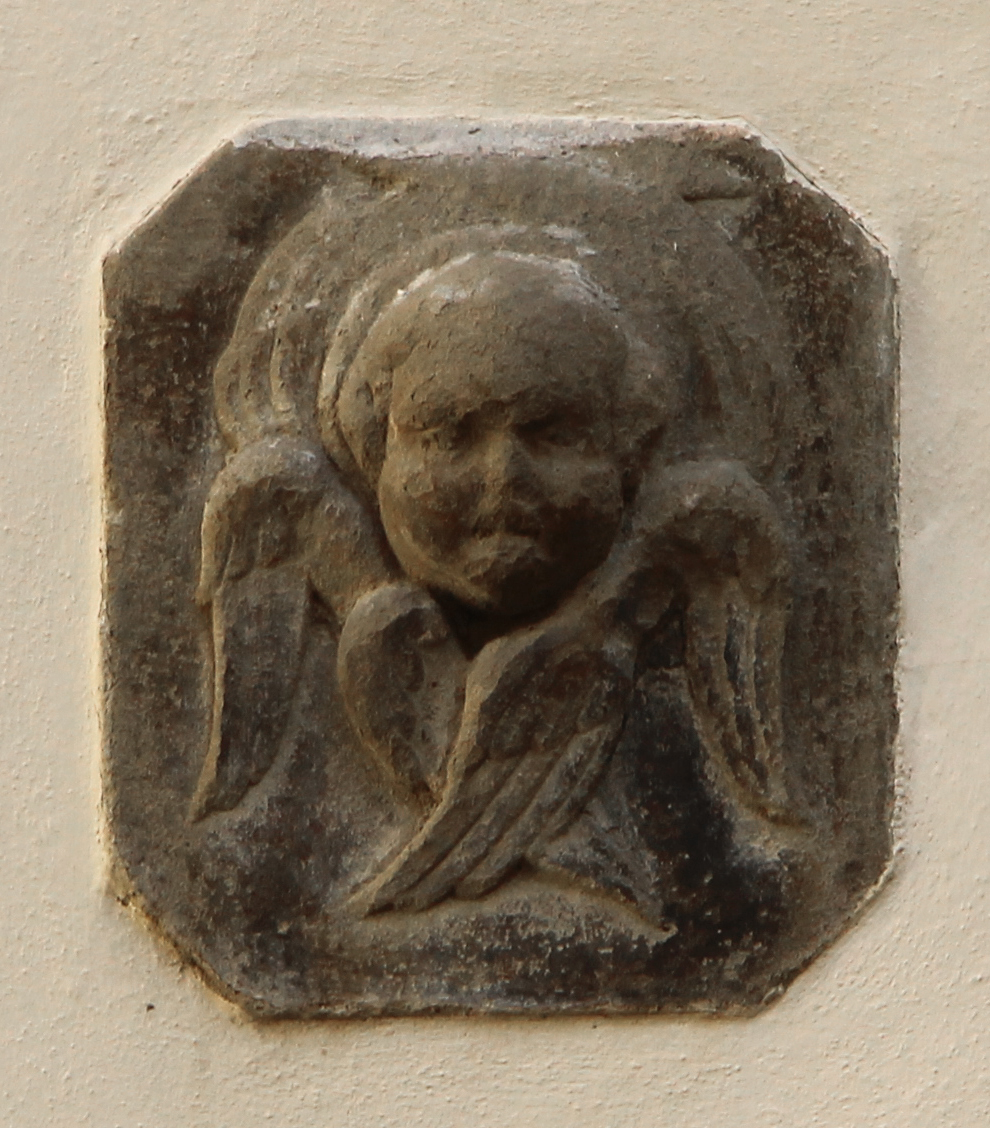
Pietrino
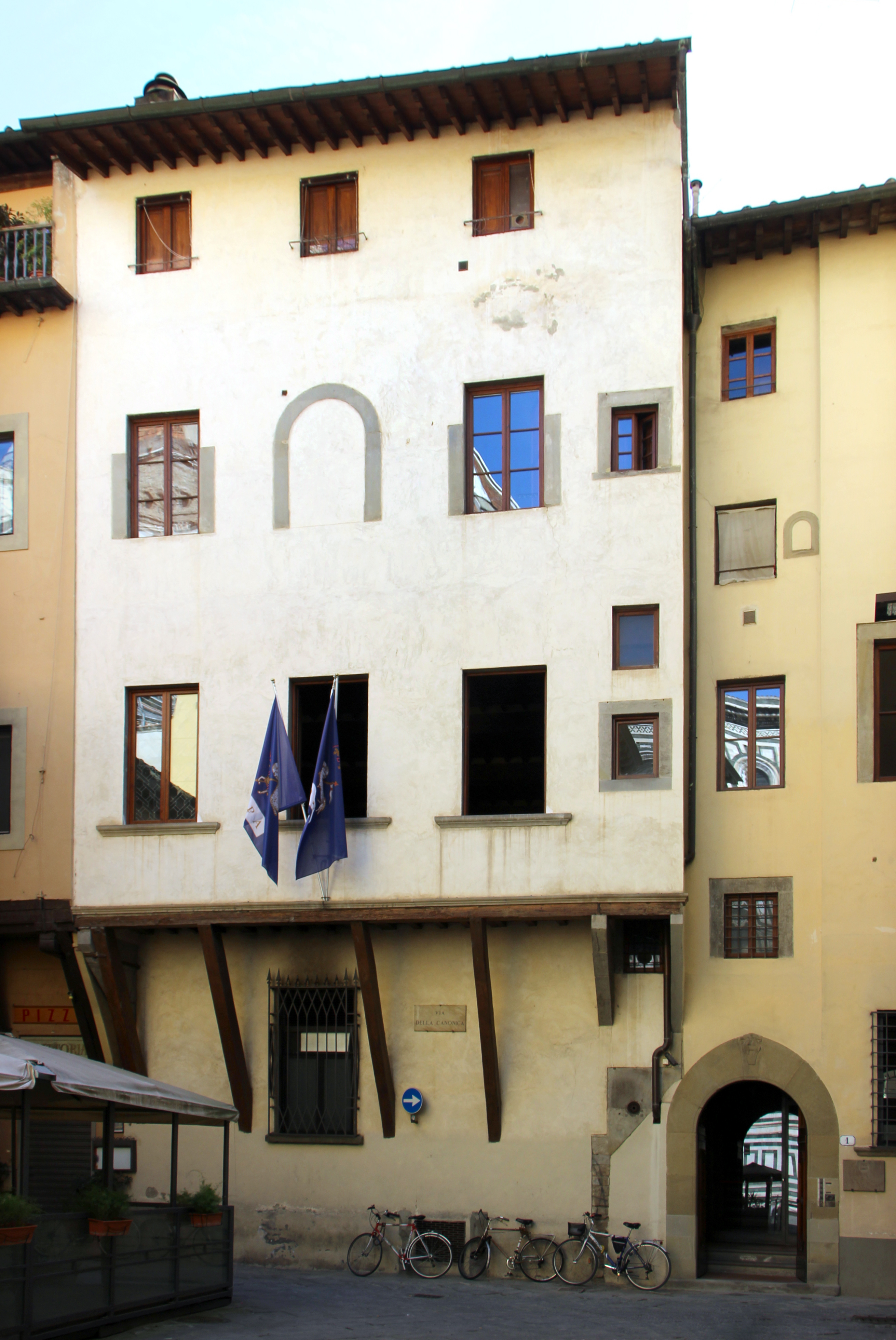
La sede dell'Opera di Santa Maria del Fiore
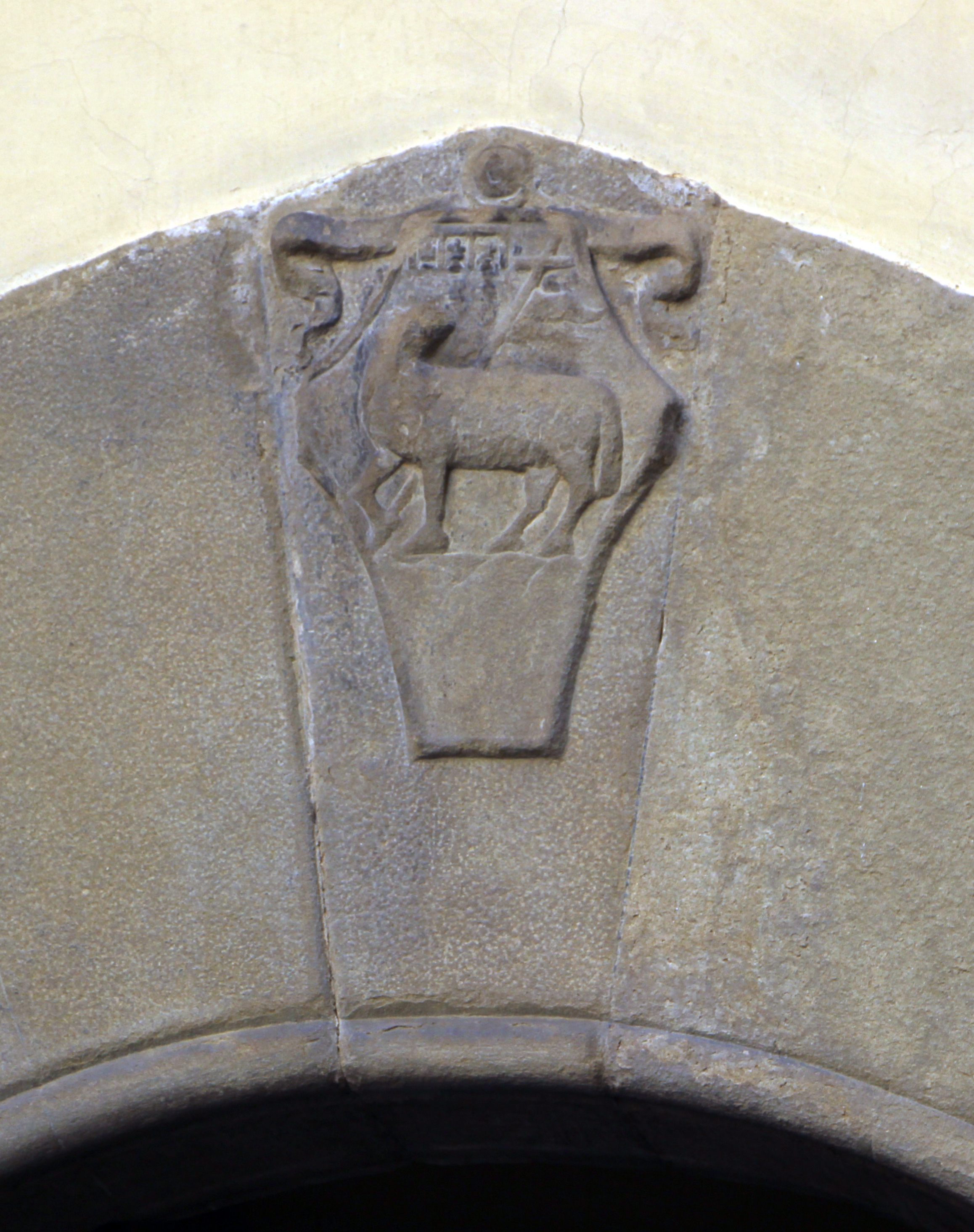
Stemma dell'Arte della Lana, ossia dell'Opera di Santa Maria del Fiore

### Lapidi
Sulla facciata di San Pier Celoro si trova una lapide in latino:
| PIVS.VII.P.O.M. KALEND.IVN. A.R.S.MDCCCXV. PACE.RESTITVTA.E.LIGVRIA.VRBEM.REDVX HOSTIAM.INCRVENTAM.OMNIPOTENTI.DEO IN.MAIORE.FLORENTINORVM.TEMPLO.CONSECRAVIT ET.S.R.E.CARDINALIVM EPISCOPORVM.PRAESVLVM.CORONA REGIO.FAMVLATV.POPVLOQ.GESTIENTE.CIRCVMDATVS HANC.AEDEM.CAPITVLAREM.PRAESENTIA.SVA.IMPLEVIT CANONICOS.AC.VNIVERSVM.CLERVM OSCVLO.DATO.PERAMANTER.EXCEPIT MVNERIBVS.SACRIS.DITAVIT. NE.TANTI.HONORIS.ET.BENEFICI.MEMORIA.PERIRET DECRETO.SANCITVM.L.P. |

Per esteso sarebbe: «Pius VII Pontifex Optimus Maximus kalendis iuniis anno reparatae salutis MDCCCXV, pace restituta ex Liguria Urbem redux, hostiam incruenta Omnipotenti Deo in maiore Florentinorum templo consecravit et Sanctae Romanae Ecclesiae cardinalium episcoporum praesulum corona, regio famulatu populoque gestiente circumdatus, hanc aedem Capitularem praesentia sua implevit canonicos ac universus clerum osculo dato peramanter excepit, muneribus sacris ditavit. Ne tanti honoris et benefici memoria periret, decreto sancitum lapidem ponere». Traduzione: «Pio VII Pontefice Ottimo Massimo, il 1º giugno 1815, tornando a Roma dalla Liguria, una volta ristabilita la pace, consacrò a Dio Onnipotente l'ostia incruenta nel maggior tempio fiorentino e, circondato da una corona di cardinali di Santa Romana Chiesa, di vescovi e di prelati, nonché dal ceto nobile e dal popolo festante, onorò della sua presenza questa casa del Capitolo, ricevette con grande benevolenza a dargli il bacio [del piede] i canonici e tutto il clero e lo arricchì di sacri doni. Affinché non si perdesse il ricordo di un sì grande onore e beneficio, fu stabilito per decreto di porre questa lapide».
Sulla porta d'ingresso si trova poi un'iscrizione che allude alla pregevoli raccolte librarie che ivi si conservavano: «SAPIENTIA AEDIFICAVIT SIBI DOMVS». Il repertorio Bargellini-Guarnieri riporta anche la presenza di una lapide sull'ex-chiesa oggi non più visibile; vi era scritto: «Rifondata l'anno 1681 - Restaur. 1877».

### Tabernacolo

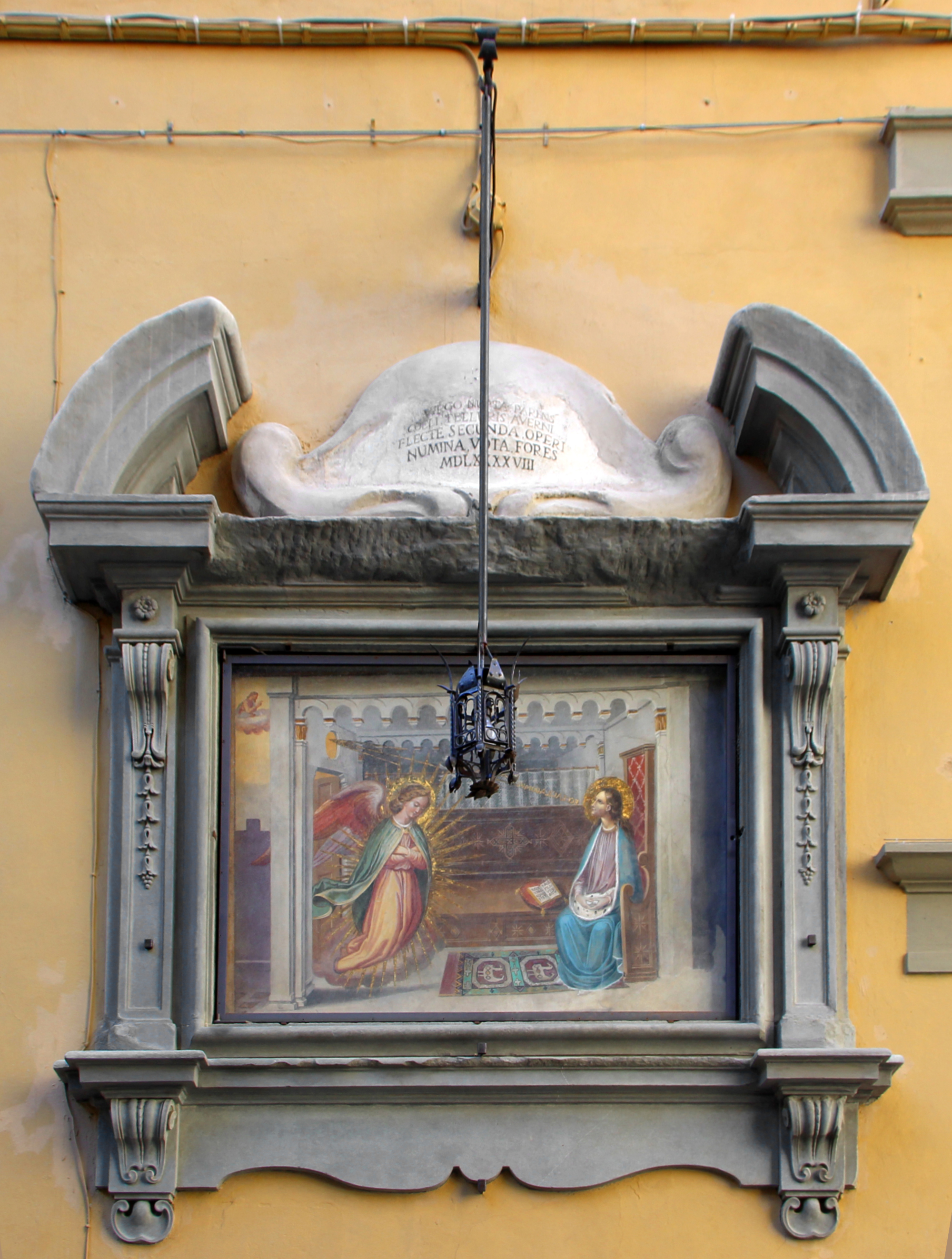
Tabernacolo dell'Annunziata

Sulla parete laterale del centrale dei palazzi dei Canonici si trova un grande tabernacolo con una copia dell'immagine miracolosa dell'Annunziata di Firenze, restaurato l'ultima volta nel 2017. Forse l'affresco è leggermente più antico della cornice, datata 1598 e dalle elaborate forma manieriste, con timpano spezzato che contiene un cartiglio con un'iscrizione in forma di distico latino: «VIRGO NUPTA PARENS / COELI, TELLURIS, AVERNI / FLECTE, SECUNDA, OPERI / NUMINA, VOTA, FORES / MDLXXXXVIII». Per tradurre correttamente vanno riordinati i soggetti i verbi e i predicati: "Come Vergine piega verso di noi i numi, come sposa asseconda le nostre aspirazioni in terra, come madre sbarra le porte dell'inferno, 1598".
In basso si vede anche buchetta per l'olio con coi veniva acceso il lumino della lampada. Guarnbieri, nel 1987, ricordava anche una targhetta che ricordava i restauri del 1847, oggi non più rintracciabile. Nelle foto degli anni 1970 si vedono anche le volute superiori del cartiglio, oggi sbriciolate.